# Coupe de Corée du Sud de football 2025
Navigation
Coupe de Corée du Sud 2024 Coupe de Corée du Sud 2026
La coupe de Corée du Sud de football 2025 est la 30e édition de la Coupe de Corée du Sud, compétition à élimination directe mettant aux prises des clubs de football amateurs et professionnels affiliés à la Fédération de Corée du Sud de football, qui l'organise. Elle est parrainée par Hana Bank, et est connue sous le nom de Hana Bank Korea Cup(Hana Bank Coupe de Corée). Elle commence le 8 mars 2025. Le vainqueur de la compétition (L'équipe licenciée par l'AFC seulement) est qualifiée pour l'édition suivante de la Ligue des champions Élite de l'AFC (si le vainqueur finira sur 4e place en K League 1.) 2026-2027 ou la Ligue des champions 2 de l'AFC (si le vainqueur finira sous 5e place en K League 1.) 2026-2027.
Le tirage-au-sort a été en 12 février 2025 au siège de la KFA (Fédération sud-coréenne de Football)

## Synthèse

### Équipes par division et par tour
| Divisions / Matchs | 1er tour | 2e tour | 3e tour | 4e tour | 5e tour | 1/2 f. | Finale | Vainqueur |
| ------------------ | -------- | ------- | ------- | ------- | ------- | ------ | ------ | --------- |
| K League 1         | bye      | bye     | 8       | 7+4     |         |        |        |           |
| K League 2         | bye      | 14      | 7       | 3       |         |        |        |           |
| K3 League          | 10       | 7+4     | 6       | 2       |         |        |        |           |
| K4 League          | 10       | 7       | 3       | aucun   | aucun   | aucun  | aucun  | aucun     |
| K5 League          | 8        | aucun   | aucun   | aucun   | aucun   | aucun  | aucun  | aucun     |
| Total              | 28       | 32      | 24      | 16      | 8       | 4      | 2      | 1         |

## Résultats

### Premier tour
Les matches du premier tour se sont tenus les 8-9 mars 2025.
| Division | Club              | Score                   | Club                 | Division |
| -------- | ----------------- | ----------------------- | -------------------- | -------- |
| (D4)     | Jinju Citizen     | 1 - 0                   | Yeoncheon            | (D4)     |
| (D4)     | Dangjin Citizen   | 1 - 2                   | Gangneung Citizen    | (D3)     |
| (D5)     | Jeonju OFC        | 0 - 6                   | Pyeongtaek Citizen   | (D4)     |
| (D5)     | Hyochang          | 0 - 4                   | Gijang County        | (D4)     |
| (D5)     | Cheongsol         | 0 - 5                   | Pocheon Citizen      | (D3)     |
| (D4)     | Sejong SA FC      | 3 - 0                   | Ulsan Citizen        | (D3)     |
| (D5)     | Yangcheon TNT     | 0 - 0ap 3 tirs au but 4 | Geoje Citizen        | (D4)     |
| (D5)     | Incheon Seogot SM | 0 - 9                   | Daejeon KORAIL       | (D3)     |
| (D5)     | Geonyung          | 1 - 5                   | Namyangju Citizen    | (D4)     |
| (D5)     | Yangsan United    | 1 - 2                   | Busan Transportation | (D3)     |
| (D4)     | Seoul Jungrang    | 0 - 3                   | Paju Citizen         | (D3)     |
| (D5)     | Jamix             | 2 - 4                   | Chuncheon Citizen    | (D3)     |
| (D3)     | Yangpyeong        | 1 - 1ap 4 tirs au but 5 | Pyeongchang United   | (D4)     |
| (D3)     | Yeoju             | 3 - 3ap 5 tirs au but 4 | Mokpo                | (D3)     |

### Deuxième tour
Les matches du deuxième tour se sont tenus les 19 et 22-23 mars 2025.
| Division | Club                    | Score                   | Club                 | Division |
| -------- | ----------------------- | ----------------------- | -------------------- | -------- |
| (D3)     | Siheung Citizen         | 2 - 2ap 5 tirs au but 4 | Seongnam FC          | (D2)     |
| (D2)     | Hwaseong FC             | 1 - 0ap                 | Jinju Citizen        | (D4)     |
| (D3)     | Gangneung Citizen       | 1 - 0                   | Chungnam Asan FC     | (D2)     |
| (D2)     | Ansan Greeners          | 3 - 1                   | Pyeongtaek Citizen   | (D4)     |
| (D4)     | Gijang County           | 0 - 4                   | Gimpo FC             | (D2)     |
| (D2)     | Cheonan City FC         | 1 - 0                   | Pocheon Citizen      | (D3)     |
| (D4)     | Sejong SA FC            | 3 - 1                   | Jeonnam Dragons      | (D2)     |
| (D3)     | Gimhae FC 2008          | 5 - 1ap                 | Geoje Citizen        | (D4)     |
| (D3)     | Daejeon KORAIL          | 1 - 0                   | Chungbuk Cheongju FC | (D2)     |
| (D3)     | Changwon FC             | 1 - 1ap 3 tirs au but 5 | Namyangju Citizen    | (D4)     |
| (D3)     | Busan Transportation    | 2 - 1                   | Busan IPark          | (D2)     |
| (D3)     | Gyeongju KHNP           | 4 - 1                   | Paju Citizen         | (D3)     |
| (D2)     | Incheon United          | 3 - 0                   | Chuncheon Citizen    | (D3)     |
| (D2)     | Gyeongnam FC            | 0 - 3                   | Pyeongchang United   | (D4)     |
| (D2)     | Bucheon FC 1995         | 3 - 1                   | Yeoju                | (D3)     |
| (D2)     | Suwon Samsung Bluewings | 2 - 1                   | Séoul E-Land FC      | (D2)     |

### Troisième tour
Les matches du troisième tour se sont tenus le 16 avril 2025.
| Division | Club                   | Score    | Club                    | Division |
| -------- | ---------------------- | -------- | ----------------------- | -------- |
| (D2)     | Hwaseong FC            | 0 - 1    | Siheung Citizen         | (D3)     |
| (D3)     | Gangneung Citizen      | 1 - 2    | Daejeon Hana Citizen    | (D1)     |
| (D1)     | Jeonbuk Hyundai Motors | 3 - 0 ap | Ansan Greeners          | (D2)     |
| (D2)     | Gimpo FC               | 2 - 1    | Cheonan City            | (D2)     |
| (D4)     | Sejong SA FC           | 0 - 1    | FC Anyang               | (D1)     |
| (D1)     | Daegu FC               | 2 - 0    | Gimhae FC 2008          | (D3)     |
| (D3)     | Daejeon KORAIL         | 3 - 0    | Namyangju Citizen       | (D4)     |
| (D3)     | Busan Transportation   | 1 - 2    | Suwon FC                | (D1)     |
| (D1)     | Gwangju FC             | 2 - 0    | Gyeongju KHNP           | (D3)     |
| (D2)     | Incheon United         | 2 - 1 ap | Pyeongchang United      | (D4)     |
| (D2)     | Bucheon FC 1995        | 1 - 0    | Jeju SK FC              | (D1)     |
| (D1)     | Gimcheon Sangmu        | 2 - 0    | Suwon Samsung Bluewings | (D2)     |

### Quatrième tour
Les matches du quatrième tour se sont tenus le 14 mai 2025.
| Division | Club                 | Score                   | Club                   | Division |
| -------- | -------------------- | ----------------------- | ---------------------- | -------- |
| (D1)     | Gangwon FC           | 2 - 1                   | Siheung Citizen        | (D3)     |
| (D1)     | Daejeon Hana Citizen | 2 - 3                   | Jeonbuk Hyundai Motors | (D1)     |
| (D2)     | Gimpo FC             | 2 - 1                   | Pohang Steelers        | (D1)     |
| (D1)     | FC Anyang            | 1 - 2                   | Daegu FC               | (D1)     |
| (D3)     | Daejeon KORAIL       | 1 - 2                   | FC Séoul               | (D1)     |
| (D1)     | Suwon FC             | 1 - 1ap 3 tirs au but 4 | Gwangju FC             | (D1)     |
| (D1)     | Ulsan HD FC          | 3 - 0                   | Incheon United         | (D2)     |
| (D2)     | Bucheon FC 1995      | 3 - 1ap                 | Gimcheon Sangmu        | (D1)     |

### Quarts de finale
Les matches des quarts de finale se sont tenus le 2 juillet 2025.
| Division | Club       | Score | Club                   | Division |
| -------- | ---------- | ----- | ---------------------- | -------- |
| (D1)     | Gwangju FC | 1 - 0 | Ulsan HD FC            | (D1)     |
| (D2)     | Gimpo FC   | 1 - 3 | Bucheon FC 1995        | (D2)     |
| (D1)     | FC Séoul   | 0 - 1 | Jeonbuk Hyundai Motors | (D1)     |
| (D1)     | Daegu FC   | 1 - 2 | Gangwon FC             | (D1)     |

### Demi-finales
Les matches des demi-finales aller se sont tenus au 20 août 2025, et les demi-finales retour a lieu le 27 août 2025.
| Division | Club                   | Aller | Total  | Retour | Club            | Division |
| -------- | ---------------------- | ----- | ------ | ------ | --------------- | -------- |
| (D1)     | Gwangju FC             | 2 - 0 | (agg.) |        | Bucheon FC 1995 | (D2)     |
| (D1)     | Jeonbuk Hyundai Motors | 1 - 1 | (agg.) |        | Gangwon FC      | (D1)     |

### Finale
Le match de la finale s'est tenu au 6e décembre 2025.
| 6 décembre 2025 |  | - |  |                                            |                                            |
| 14h00 UTC+9     |  |   |  | Stade de la Coupe du monde de Séoul, Séoul | Stade de la Coupe du monde de Séoul, Séoul |